# Ludwig Milch

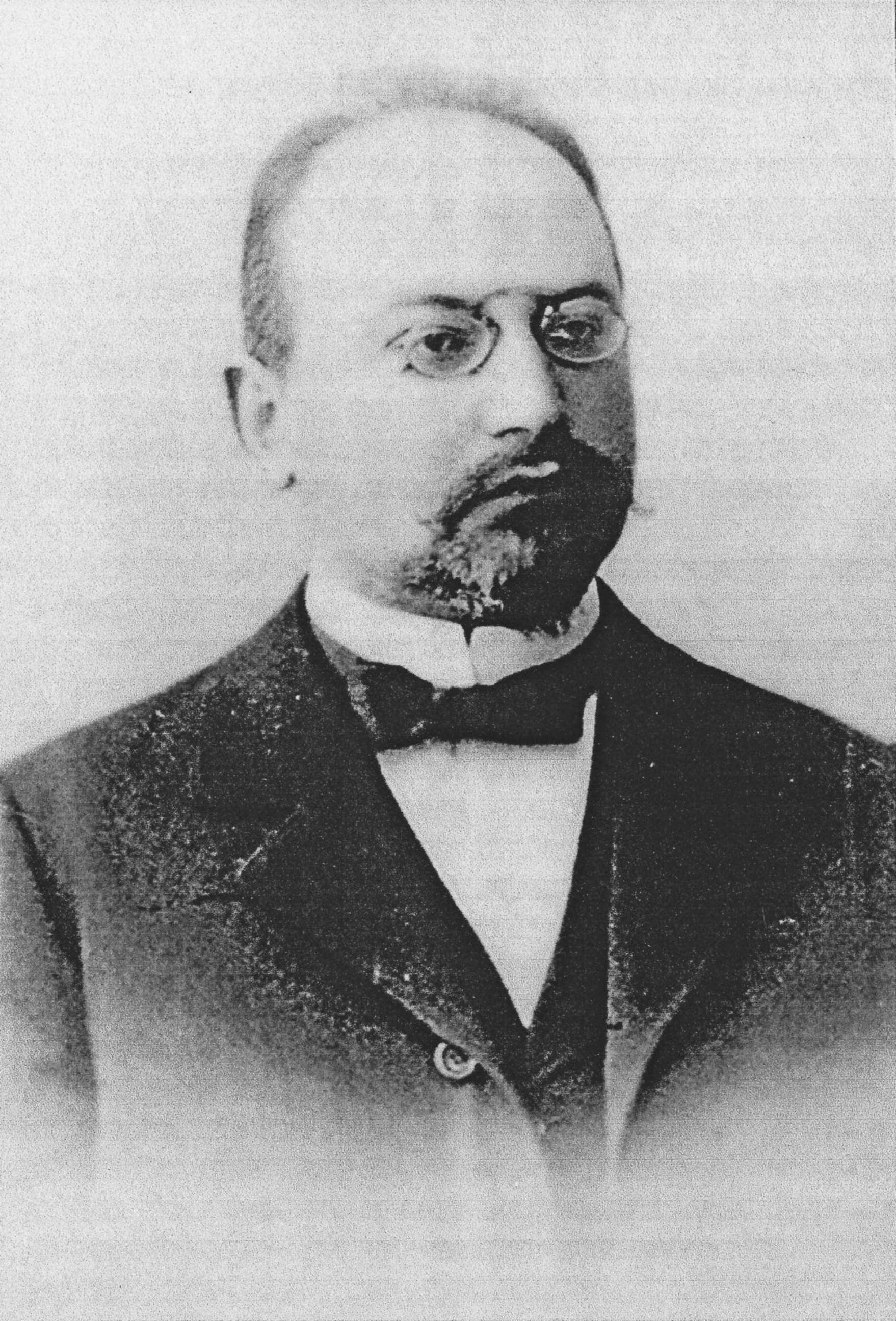
Ludwig Milch

Ludwig Milch (* 4. August 1867 in Breslau; † 6. Januar 1928 ebenda) war ein deutscher Mineraloge und Geologe.

## Werdegang
Sein Vater Hugo Milch war Stadtrat in Breslau. Ludwig Milch besuchte dort das Maria-Magdalenen-Gymnasium, wo er auch sein Abitur machte. Anschließend studierte er Geologie in Heidelberg und Zürich. Er promovierte 1889 bei Karl Heinrich Rosenbusch mit dem Thema Die Diabasschiefer des Taunus. Nach kurzer Zeit in Wien kehrte er 1890 wieder nach Breslau zurück, wo er zunächst am Mineralogischen Museum eine unbezahlte Stelle als Unterrichts-Assistent annahm. 1892 habilitierte er mit der Arbeit Beiträge zur Kenntnis des Verrucano und wurde Privatdozent. Seine Habilitationsschrift beschäftigt sich ausführlich mit der Erforschungsgeschichte und der petrographischen Ausprägung dieser Gesteinsabfolge im alpinen und apenninischen Bereich.
1890 erfolgte seine Ernennung zum Professor und 1907 wurde er als außerordentlicher Professor für Mineralogie, Kristallografie und Bodenkunde an die Universität Greifswald berufen. Dort erhielt er 1912 die Ernennung zum ordentlichen Professor. 1917 übernahm er den Lehrstuhl für Mineralogie an der
Universität Breslau und zwischen 1922 und 1924 war er Dekan der philosophischen Fakultät. Im Jahr 1926 wurde er zum Mitglied der Leopoldina gewählt.
Am 6. Januar 1928 starb Ludwig Milch im Alter von 61 Jahren an einem Schlaganfall.

## Leistungen
Milchs Hauptforschungsgebiet waren die Granitgesteine des Riesengebirges, siehe auch Granittektonik.

## Veröffentlichungen (Auswahl)
- Die Diabasschiefer des Taunus (Dissertation). 1889
- Beiträge zur Kenntnis des Verrucano (Erster Teil). 1892 (Habilitation)
- Beiträge zur Kenntnis des Verrucano (Zweiter Teil). 1896
- Beiträge zur Kenntnis der granitischen Gesteine des Riesengebirges. Teil 1. In: Neues Jahrbuch für Mineralogie, Geologie und Paläontologie. Beil. Band 12, 1898, S. 115–237
- Grundlagen der Bodenkunde. 1899
- Beiträge zur Kenntnis der granitischen Gesteine des Riesengebirges. Teil 2. In: Neues Jahrbuch für Mineralogie, Geologie und Paläontologie. Beil. Band 15, 1901, S. 105–204
- Über die Beziehung des Riesengebirgsgranits („Ganitit“) zu den ihn im Süden begleitenden „Granitit“-Zuge. In: Cbl. f. Min., Geol. u. Pal. Band 7, 1911, S. 197–205
- Der Pluton des Riesengebirges (nach H. Cloos). In: Fortschr. de. Min., Krist. u. Petr. Band 66, 1927, S. 229–252